# Vevčani
Vevčani (mazedonisch Вевчани; albanisch definit Veçani, indefinit Veçan) ist ein Dorf und eine Opština im Südwesten Nordmazedoniens, rund zehn Kilometer nordwestlich der Stadt Struga am Osthang des Jablanica gelegen. Es ist für seine alten Häuser, seine Quellen und Wasserfälle sowie für den alljährlichen Karneval bekannt, der immer vom 12. bis zum 14. Januar stattfindet.
Laut der letzten Volkszählung vom Jahr 2021 lebten im Dorf 2359 Personen. Die Einwohner waren fast ausschließlich christlich-orthodoxe Mazedonier, ein kleinerer Teil waren Albaner und andere Ethnien.
Die Opština umfasst als einzigen Ort nur Vevčani und ist die einwohnerkleinste Nordmazedoniens.